# Holzwickeder SC
Holzwickeder SC is amateurvoetbalvereniging uit de Duitse gemeente Holzwickede.

## Geschiedenis
De club werd opgericht als SV Holzwickede. De bloeioperiode voor de vereniging begon in de jaren 70 met de komst van trainer Dieter Kurrat, oud-speler van Borussia Dortmund. In het seizoen 1973/74 speelde de club voor het eerst in de Westfalenliga (Staffel 2), destijds de hoogte amateurklasse. Hierin behaalden ze de achtste plaats. Het sportieve hoogtepunt van de SV Holzwickede was het seizoen 1975/76. De vereniging stond bovenaan in Staffel 2 met hetzelfde puntenaantal als Rot-Weiß Lüdenscheid. Een beslissingswedstrijd moest de doorslag geven; deze werd door SV Holzwickede met 3-2 gewonnen, waardoor Holzwickede kampioen was. De beide promotiewedstrijden met de kampioen van Staffel 1, SC Herford, werden echter verloren met 3-1 in Herford en 1-2 Holzwickede, waardoor de vereniging niet promoveerde naar de 2. Bundesliga. Wel werd men in dat jaar Duits amateurkampioen door op 27 juni 1976 met 1-0 te winnen van VfR Bürstadt.
De daaropvolgende jaren werden gekend door degradaties, maar vanaf 2010 kwam hierin verandering. In het seizoen 2011/12 werd SV Holzwickede kampioen van Landesligastaffel 5, waardoor de vereniging door de tweede opeenvolgende promotie naar de Westfalenliga steeg voor 2012/13.
In juli 2015 fuseerde de club met SG Holzwickede en nam zo de naam Holzwickeder SC aan. In 2017 werd de club vicekampioen achter Westfalia Herne. In 2018 promoveerde de club naar de Oberliga.

## Stadion
Het Montanhydraulik-stadion biedt plaats aan 5.000 toeschouwers, waarvan een deel overdekt kan zitten op de hoofdtribune.

## Eindklasseringen vanaf 2016
| Seizoen | Competitie         | Niveau | Eindstand | DFB Pokal | Opmerking                                                   |
| ------- | ------------------ | ------ | --------- | --------- | ----------------------------------------------------------- |
| 2015/16 | Westfalenliga-2    | VI     | 10        | --        |                                                             |
| 2016/17 | Westfalenliga-2    | VI     | 2         | --        |                                                             |
| 2017/18 | Westfalenliga-2    | VI     | 1         | --        |                                                             |
| 2018/19 | Oberliga Westfalen | V      | 11        | --        |                                                             |
| 2019/20 | Oberliga Westfalen | V      | 6         | --        | competitie afgebroken i.v.m. coronapandemie                 |
| 2020/21 | Oberliga Westfalen | V      | --        | --        | competitie afgebroken i.v.m. coronapandemie, geen eindstand |
| 2021/22 | Oberliga Westfalen | V      | 19        | --        |                                                             |
| 2022/23 | Westfalenliga-2    | VI     | 5         | --        |                                                             |
| 2023/24 | Westfalenliga-2    | VI     | 2         | --        |                                                             |
| 2024/25 | Westfalenliga-2    | VI     | 3         | --        |                                                             |
| 2025/26 | Westfalenliga-2    | VI     | .         | --        |                                                             |

## Bekende (oud-)spelers en -trainers
- Dieter Kurrat, oud-speler van Borussia Dortmund
- Giuseppe Reina, oud-speler van Borussia Dortmund, Arminia Bielefeld en Hertha BSC
- Marcel Stutter, speler van N.E.C.

Staffel 1:
SG Bockum-Hövel ·
Delbrücker SC ·
Borussia Emsdetten ·
FC Preußen Espelkamp ·
TuS Hiltrup ·
SC Rot Weiss Maaslingen ·
SV Mesum ·
SuS Neunkirchen ·
FC Nieheim ·
Grün-Weiß Nottuln ·
SF Ostinghausen ·
SC Peckeloh ·
FSC Rheda ·
SV Rödinghausen II ·
SV Westfalia Soest ·
SC Westfalia Kinderhaus

Staffel 2:
FC Brünninghausen ·
SV Vestia Disteln ·
TuS Erndtebrück ·
SC Westfalia Herne ·
SV Hohenlimburg ·
Holzwickeder SC ·
SpVgg Horsthausen ·
FC Iserlohn 46/49 ·
Lüner SV ·
RSV Meinerzhagen ·
SV Wacker Obercastrup ·
SC Obersprockhövel ·
BSV Schüren ·
SV Sodingen 1912 ·
TSG Sprockhövel ·
DSC Wanne-Eickel